# 血管奇形
血管奇形（けっかんきけい、Vascular Malformation）とは、先天性の血管の形成異常である。
血管腫と混同されがちであるが、血管奇形の場合、血管内皮細胞は正常で出生前から存在する点、外傷や感染、ホルモン変調など成長によって増大し、自然退縮しない点において、血管内皮細胞が異常増殖するものの、90%以上は7歳頃までに自然退縮する小児の良性腫瘍である血管腫とは大きく異なる。かつては血管腫と血管奇形の正確な分類はなされていなかったため、様々な病名が用いられてしまったことが、正確な分類を妨げる原因となっている。また、疾患部位が全身にわたるため、診療科が脳神経外科、皮膚科、形成外科、放射線科、小児科、整形外科、耳鼻咽喉科などと多岐にわたっている点も、正確な診断の妨げとなっているようである。従来、『ポートワイン色病変』『火炎状母斑』『海綿状血管腫』『静脈性血管腫』『リンパ管腫』『単純性血管腫』などと称されていたものは最近の分類（ISSVA分類）では血管奇形に属す
。臨床上、血流の遅いもの（low-flow-lesion）と血流の速いもの（high-flow-lesion）に分けられ、さらにそれらは血流の遅い『毛細血管奇形』『静脈奇形』『リンパ管奇形』と血流の速い『動静脈奇形』に分けられる。なお、これらの総称として『脈管奇形』が用いられることもある。治療は、それぞれの症状にあわせて、手術や塞栓術、硬化療法などが行われる。

## 分類

### 毛細血管奇形（Capillary Malformation）
皮膚の毛細血管の拡張によるもので、病変は平らで境界がはっきりしている。赤ワイン色を示すことからポートワイン色病変ともよばれ、ミハイル・ゴルバチョフ元ソビエト連邦大統領の頭部にこの病変がみられる。美容上の問題が中心で、レーザー治療が行われるが、まれに皮下の動静脈奇形と同時に存在することがあり、腰背分の毛細血管奇形では脊椎や脊髄の奇形を合併する可能性もある。
従来『単純性血管腫』と称されていたものは、最近の分類ではこの『毛細血管奇形』に分類されることになる。これに関連する疾患として、『Sturge-Weber症候群』『Rendu-Osler-Weber症候群』『毛細血管拡張性運動失調』などがあげられる。

### 静脈奇形（Venous Malformation）
スポンジ状（海綿状）あるいは嚢（のう）胞状の拡張した血管腔で、大きさや発生部位は様々である。症状がない場合もあるが、徐々に増大して周辺組織を圧迫したり、神経の圧迫による疼痛や外傷による出血、血栓形成による疼痛をおこすことがある。また、大きな病変では美容上および機能的に問題となり得る。
四肢の静脈奇形の特徴として、
- 青色または紫色の呈する（皮膚表面の場合）
- 病変部を下垂させたり、中枢側を駈血帯などで圧迫すると膨張が増強する
- 病変部を心臓の高さより上方に挙上すると、縮小または軟化する
- 理学的所見および画像所見上、動静脈短絡を認めない

などがあげられる。また、しばしば周囲の静脈拡張、深部静脈の異常や石灰化（静脈石）を伴う。静脈石とは、局所で凝固系の異常があったり血流が滞ることにより血栓が石灰化したもので、一度できると消失することはない。静脈奇形の保存的治療にはサポーターなどによる圧迫が用いられ、血栓形成による疼痛には消炎鎮痛剤が有効。症状によって、手術や塞栓術、硬化療法やレーザー治療などが行われるが、外科的治療の場合には病変を完全に摘出する必要があり、不完全な摘出手術をおこなうと残った異常血管が拡張したり、創傷治癒の過程で異常血管が新生して、病変の再発をきたす可能性がある。
従来『海綿状血管腫』と称されていたものは、最近の分類ではこの『静脈奇形』に分類される。これに関連する症候群として、『青色ゴムまり様母斑症候群』『Klippel-Trenaunay-Weber症候群』などがある。

### リンパ管奇形（Lymphatic Malformation）
血液のかわりにリンパ液を含んだ、血流のない血管奇形として扱われ、しばしば静脈奇形や動静脈奇形を合併する。
リンパ管奇形には、
- リンパ管とリンパ節の異常からリンパ流が障害され、リンパ浮腫を生じるもの
- 単発あるいは多発の嚢胞性病変を生じるもの
- 乳びの循環障害を生じるもの

の3つのタイプがあり、腋窩や肩などによく発生する。炎症や圧迫症状、美容上の問題がある場合には硬化療法がおこなわれる。
従来『リンパ管腫』と称されていたものは、正確には『リンパ管奇形』に分類される。

### 動静脈奇形（Arteriovenous Malformation）
動脈と静脈が正常の毛細血管を介さずに異常な交通を生じた先天性の病変。
動静脈奇形には、
- 頭頚部や四肢などの比較的太い動脈幹と静脈に生じるもの
- 四肢などの動静脈間に無数の細かな交通を生じるもの（びまん型）
- 肺や脳、肝臓、筋肉などに塊状の異常血管を生じるもの（局限型）

の3つのタイプがあり、第I期（静止期）、第II期（拡張期）、第III期（破壊期）、第IV期（代償不全期）の四期にわけられる。症状としては、第I期では皮膚紅潮・発赤、第II期では異常拍動音の聴取・増大、第III期では疼痛・潰瘍・出血・感染、第IV期では心不全がみられる。病期によって治療選択は異なり、手術や経動脈的塞栓術、塞栓硬化療法などがおこなわれるが、治療が困難な疾患である。

## 指定難病
日本国においては下記のとおり、指定難病とされている。
- 巨大静脈奇形（頚部口腔咽頭びまん性病変）（告示番号279）
- 巨大動静脈奇形（頚部顔面又は四肢病変）（告示番号280）
- 巨大リンパ管奇形（頚部顔面病変）（告示番号278）